# Веріте Самуїл Маркович
Самуїл Маркович Вері́те (їд. ס. װעריטע, справжнє прізвище — Варете) — єврейський радянський письменник, публіцист. 

## Біографія
Народився в єврейській землеробській колонії Домбровени, в сім'ї тютюноводів. Навчався у гімназії. Підлітком переїхав до Одеси, де захопився театром, навчався в російській драматичній студії, потім приєднався до трупи Переца Гіршбейна, яка грала на їдиші. Пізніше грав у різних театральних трупах, а також виступав на естраді з читанням творів Шолом-Алейхема і І.-Л. Переца.
У 1922 році вступив до комсомолу, брав участь в атеїстичному русі, виступав в єврейській пресі з антирелігійними публікаціями. Закінчив Інститут політичної освіти в Харкове. Жив в Одесі, Києве та Москві. Статті та репортажі С. Верите публікувалися в молодіжному журналі «Юнгвалд» (Поросль), московських газетах «Дер Емес» (Правда) та «Ейнікайт» (Єдність); художня проза — в мінських журналах «Штерн» («Зірка») і «Октябер» («Жовтень»), а також в інших періодичних виданнях СРСР на їдиші. Окремими виданнями виходили його публіцистичні та пропагандистські роботи «Унтер дер бояришер хершафт» («Під боярським ярмом», 1930) про становище сільськогосподарських робітників в окупованій Бессарабії, «Світ, кригеріші апікорсим»  Ми, войовничі безбожники: антирелігійні бесіди, 1932). Опублікував дві книги оповідань — «Бесарабер ерд» («Бессарабська земля», 1941) з життя тютюноводів у сільськогосподарських колоніях Бессарабії, і «Вен ді ерд хот гебрент» («Коли земля палала», 1946) про Голокост в Молдавії. Його розповіді також увійшли до антології «Хеймланд» (Батьківщина, Москва, 1943). Писав також п'єси.
Переклав на їдиш кілька збірок матеріалів ВКП(б), у тому числі «Сімнадцята конференція» (з Х. Футманом та Я. Шапіро, Харків — Київ, 1932, 208 сторінок). Декілька оповідань С. Верите були перевидані в 1949 році в журналі «Най-Лебн» («Ді броху фун дер ерд» — «благословення землі» і «Бройт» — хліб). У роки Великої Вітчизняної війни служив рядовим у діючій армії; у березні 1944 року направлений на оборонний завод «Армоліт 774» (мінометбуд).
Як випливає з листа С. Верите ізраїльському літературознавцю Хоне Шмеруку, в 1977 році письменник жив в Запоріжжі. Подальша доля невідома.

## Книги
- אונטער דער באָיאַרישער הערשאַפֿט (унтер дер бояришер хершафт — під боярським ярмом). — Х.: Укрдержвидав, 1930. — 51 с.<אונטער דער באיארישער הערשאא2 =https://web.archive.org/web/20171017043508/http://chabadlibrary.org/catalog/index1.php?frame=main&catalog=hcatalog&mode=details&volno=64991&limit=0&field=PLACE&oys=%E7& %F7%E5%E1&search_mode=alefbet. {{cite web}}: Зовнішнє посилання в |title= (довідка); Пропущений або порожній |url= (довідка); Проігноровано невідомий параметр |0&field= (довідка)Обслуговування CS1: Сторінки з параметром url-status, але без параметра archive-url (посилання)</ref>
- מיר, קריגערישע אַפּיקורסים: אַנטירעליגיִעזע שמועסן ('світ, крігерішеіє'є'є'є'). — К.—Х.: Державне видавництво літератури національних меншин при ВУЦИК, 1932. — 73 с.[4]
- З. Вірите, М. Лейпцигер . Проживання: комедія в 1-ій дії за Шолом-Алейхемом. Переклад з єврейської за редакцією Волкенштейн, Давид ІсааковичД. І. Волкенштейна]]. Київ: Центральний будинок народної творчості УРСР, 1939.
- בעסאַראַבער ערד (бесарабер ерд — бессарабська земля). — К.: Українське державне видавництво літератури національних меншин, 1941. — 58 с.
- װען די ערד האָט געברענט (вен ді ерд хот гебрент — земля у вогні). — М.: ОГІЗ «Дер емес», 1946. — 70 с.[5][6]